# Euxoa abnormis
Euxoa abnormis là một loài bướm đêm trong họ Noctuidae.